# Compton (Wiltshire)
Compton – przysiółek w Anglii, w Wiltshire, w dystrykcie (unitary authority) Wiltshire. Leży 22,1 km od miasta Salisbury, 32 km od miasta Swindon i 123,1 km od Londynu. W latach 1870–1872 osada liczyła 73 mieszkańców. Compton jest wspomniana w Domesday Book (1086) jako Contone.